# 헝클어진 머리칼

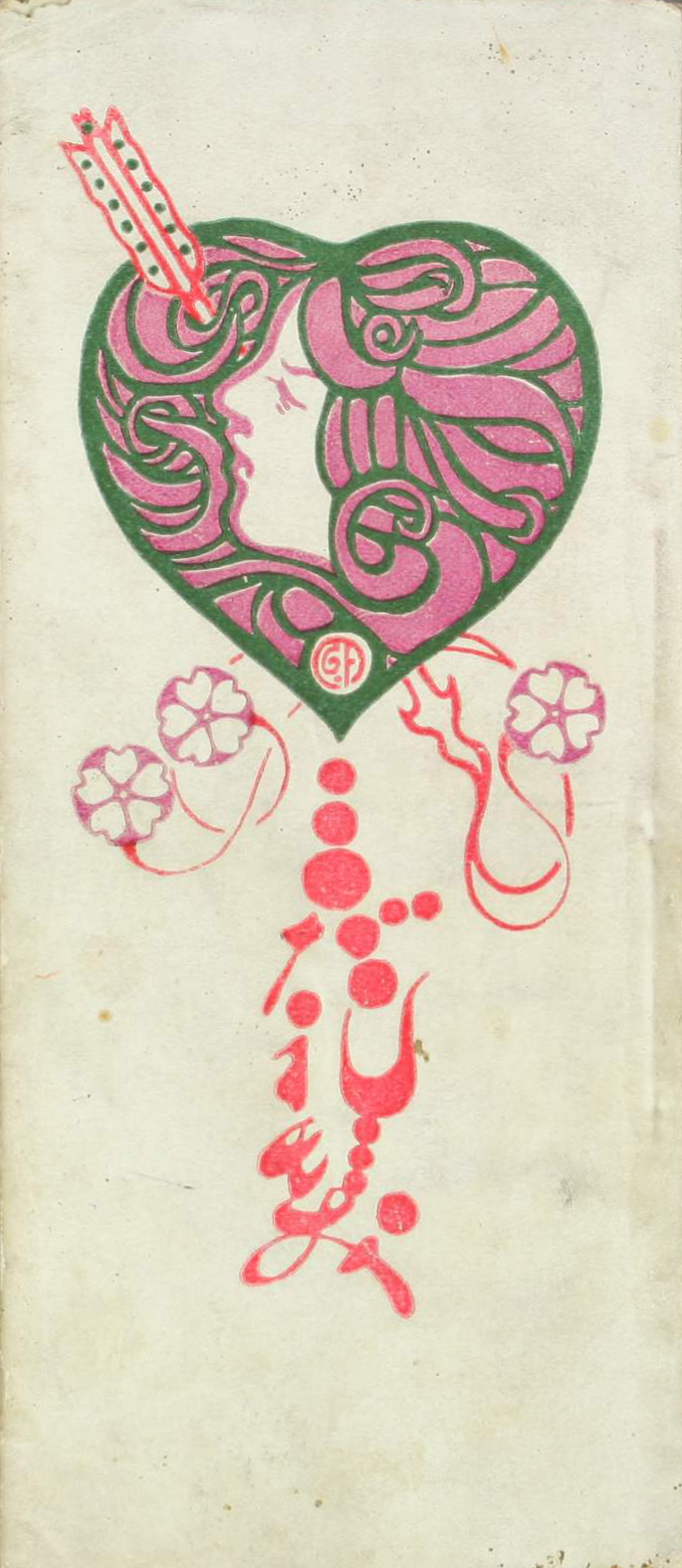

《헝클어진 머리칼》(일본어: みだれ髮)은 요사노 아키코의 시집이다.

## 소개
1901년, 요사노 아키코가 발표한 첫 가집(歌集)인 ≪헝클어진 머리칼≫은 작가 자신의 연애, 갈등, 성애 체험을 바탕으로 창작된 것이다. 지방 문학회 회원으로 습작을 시작한 아키코는 자신의 스승이자 당시 문학청년들에게 선망의 대상이었던 뎃칸에 대해 존경과 연모의 감정을 키워갔다. 이미 처자가 있었던 뎃칸의 이혼, 절친한 시우 야마카와 도미코와의 미묘한 삼각관계, 집안의 반대를 무릅쓴 가출과 동거를 거쳐 두 사람은 결국 결혼에 이르렀다. 이러한 체험이 그대로 반영된 이 책은 봉건적 인습이 뿌리 깊게 남아 있던 세간의 통념을 비웃기라도 하듯 남녀 간의 자유로운 연애에 대한 여성의 의지와 감정을 미적, 긍정적으로 드러낸다. 발간 당시 이 가집은 “참신한 성조와 기발한 사상을 노래해 문단의 적요를 깨트린 시단 혁신의 선구”로 환영받으며 젊은 남녀들의 열광적인 호응을 얻어 문단을 넘어서는 사건이자 현상으로까지 받아들여졌다. 기성 가단의 원로들과 교육자들로부터 받기도 했던 문란하고 부도덕하다는 비판은 오히려 명성을 높이는 결과로 나타났다.
≪헝클어진 머리칼≫에는 아키코가 처음 ＜묘조＞에 투고한 1900년 4월부터 약 1년 반 사이에 창작된 399수가 여섯 개의 장으로 나뉘어 수록되어 있다. 각 장에는 ＜연지보라(臙脂紫)＞(98수), ＜연꽃 배(蓮の花船)＞(76수), ＜흰 백합(白百合)＞(36수), ＜스무 살 아내(はたち妻)＞(87수), ＜무희(舞姫)＞(22수), ＜봄날(春思)＞(80수)과 같이 소제목이 붙어 있고, 단카들은 각각의 주제에 맞추어 처음 창작 당시의 상황에서 완전히 분리되어 새롭게 배치되었다. 편년체 편집을 원칙으로 하던 기존의 가집에서는 볼 수 없었던 유기적 구성을 통해 작품의 다양한 해석을 유도하는 효과를 획득함으로써 주제별 편집 방식이라는 새로운 발전을 이루었다.

## 참고 문헌
- 요사노 아키코; 박지영 옮김 (2009). 《헝클어진 머리칼》. 지식을만드는지식. ISBN 978-89-6228-402-7.
- 본 문서에는 지식을만드는지식에서 CC-BY-SA 3.0으로 배포한 책 소개글을 기초로 작성된 내용이 포함되어 있습니다.